# Руда (Островський повіт)
Руда (пол. Ruda) — село в Польщі, у гміні Вонсево Островського повіту Мазовецького воєводства.
Населення — 63 особи (2011).
У 1975-1998 роках село належало до Остроленцького воєводства.

## Демографія
Демографічна структура станом на 31 березня 2011 року:
|          | Загалом | Допрацездатний вік | Працездатний вік | Постпрацездатний вік |
| -------- | ------- | ------------------ | ---------------- | -------------------- |
| Чоловіки | 31      | 9                  | 20               | 2                    |
| Жінки    | 32      | 5                  | 14               | 13                   |
| Разом    | 63      | 14                 | 34               | 15                   |